# Steinstoßen

„Steinstosserfest“ am Rigi, Schweiz, 1835

Das Steinstoßen ist eine Sportart, die zum Rasenkraftsport gehört.

## Geschichte
Steinstoßen ist eine der ältesten Sportarten der Menschheit. Die vorgeschichtliche Nutzung von Steinen als Wurfwaffe erforderte spezielles Training für Weite und Zielgenauigkeit, woraus sich auch ein spielerischer Umgang entwickelte. Der heutige Wettkampfcharakter hat seinen Ursprung in der Schweiz, wo Hirten und Sennen das Steinstoßen als Kräftespiel ausübten. Schon im 13. Jahrhundert wurde von den Burggrafen von Lienz und in Basel auf dem Petersplatz der Stein gestoßen, und bei den eidgenössischen Schützenfesten gab es im 15. Jahrhundert neben dem Schießen auch offene Spiele, zu denen das Steinstoßen gehörte.

## Wettkämpfe

### International
Bei den Olympischen Zwischenspielen 1906 in Athen wurde Steinstoßen ins Programm aufgenommen. Das Stoßgerät wog dabei 6,4 kg. 2001 wurde die 1. Europameisterschaft im Rasenkraftsport veranstaltet, bei der auch das Steinstoßen im Programm war.  

### Schweiz

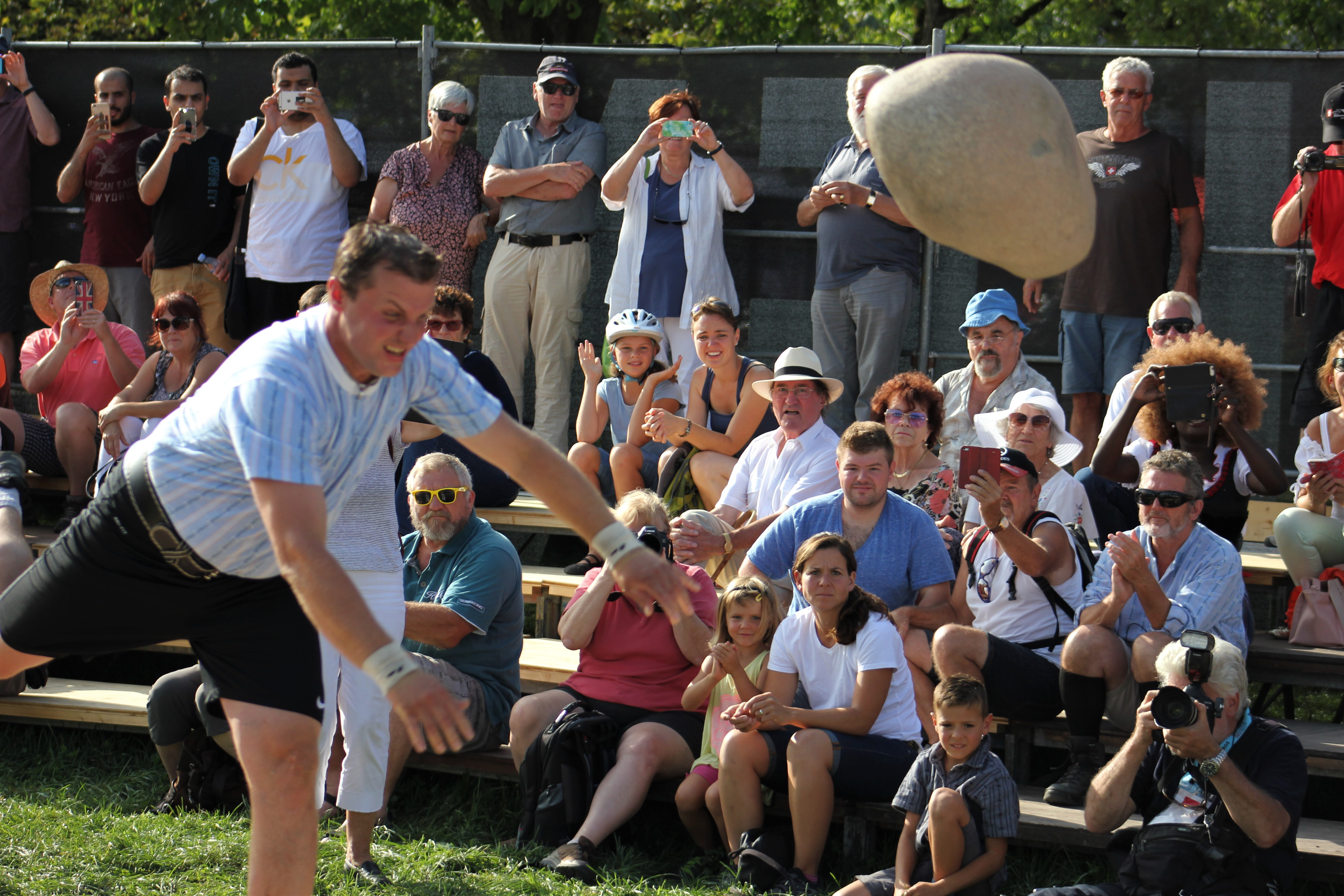
Steinstoßen am Unspunnenfest

Steinstoßen gilt als Nationalsport. Der traditionsreichste Wettkampf findet seit über 200 Jahren in der Schweiz anlässlich des Unspunnenfestes in Interlaken statt, wo erstmals im Jahr 1805 ein 184 Pfund schwerer Stein gestoßen wurde, und ab 1808 der Unspunnenstein mit 167 Pfund (83,5 Kilogramm).

### Deutschland
Als Sportart wurde das Steinstoßen erstmals beim ersten Deutschen Turnfest 1860 in Coburg vorgestellt. Seinerzeit handelte es sich bei dem zu stoßenden Gerät um einen 30 Pfund (15 kg) schweren Quader aus Eisen, einem noch bis heute gebräuchlichen „Stein“. 
Heute untersteht die Sportart der Aufsicht des Deutschen Rasenkraftsport- und Tauzieh-Verbands (DRTV). Es handelt sich hierbei um eine Schnellkraftdisziplin, bei der ein üblicherweise aus Kunststein oder Gusseisen hergestelltes Gerät in Form eines Quaders mit einem Gewicht zwischen 3 kg und 15 kg, der „Stein“, mit einem Anlauf von 10 m bis 15 m vor einem Abstoßbalken einarmig möglichst weit hinausgestoßen wird. Die Athleten sind in Gewichtsklassen eingeteilt. Vereinzelt gibt es auch Wettkämpfe mit höheren Steingewichten bis über 80 kg. 1913 wurden bei den Deutschen Meisterschaften im Ringen und Gewichtheben auch die ersten Deutschen Meister im Steinstoßen ermittelt. 1972 wurde das Steinstoßen auch als Hallenmeisterschaft ausgetragen, und 1983 kürte man erstmals eine Deutsche Meisterin. 
Steinstoßen kann im Bereich Kraft als Disziplin für das Deutsche Sportabzeichen gewählt werden. Dabei wird im Gegensatz zur sonst üblichen Wertung die beste Weite von jeweils drei Stößen mit dem rechten und linken Arm zu einer Gesamtweite addiert.